# Changchun Shao
Changchun Shao (Vereenvoudigd Chinees : 邵常淳; geboren februari 1965 in Nanning), is een Chinese evenementenorganisator, vioolbouwer en academicus (aan de Academie van Wetenschappen en Kunsten). 
Hij was deel van internationale kunstuitwisselingen om de artistieke samenwerking tussen China en het buitenland te bevorderen. Anno 2024 wordt vermoedt dat dit een dekmantel was voor spionageactiviteiten in België. 

## Betrokkenheid bij spionage
Tijdens zijn verblijf in België had hij goede contacten met de prominente extreemrechtse politicus Filip Dewinter, die betaald werd voor zijn politiek advies. Zo regelde hij tijdens de Coronapandemie mondmaskers.

## Betrokkenheid bij cyberaanval op België
Uit een onderzoek van onderzoekswebsite Apache.be wordt vermoed dat Changchun betrokken was bij de cyberaanval op 4 mei 2021.